# Brief nocturnes and dreamless sleep
Brief nocturne and dreamless sleep is een studioalbum van Spock's Beard. Het was het eerste album zonder drummer Nick D'Virgilio, nadat het ook al zanger Neal Morse had verloren. Als vervangers kwamen Ted Leonard en Jimmy Keegan. Volgens Progwereld, Dutch progressive rock pages en Progarchives is de progressieve rock, die Spock's Beard hier speelt toegankelijker dan op voorgaande albums.  Plaats van opname was The Mouse House (van Rich Mouser) in Altadena in Californië.
Het vertrek van de twee genoemde basisleden zorgde voor een teruggang in populariteit, het album kon alleen door middel van crowdfunding tot stand komen. Aan degenen die meebetaald hebben aan de totstandkoming van het album, werd een exemplaar toegezonden met een bonusdisc, die niet in de “gewone” handel kwam.
Qua verkoopcijfers bleef het album in de onderste regionen van een aantal albumlijsten (België, Duitsland) hangen.

## Musici
- Alan Morse – gitaar, mandoline, zang
- Dave Meros  - basgitaar, zang
- Jimmy Keegan – slagwerk, percussie
- Ryo Okumoto – toetsinstrumenten, waaronder hammondorgel en mellotron, vocoder
- Ted Leonard – zang, gitaar

Met
- Craig Eastman – viool, altviool, hurdygurdy op Waiting for me
- John Boegehold – vocoder Something very strange
- Neal Morse – gitaar op Waiting for me

## Muziek
| Nr. | Titel                                               | Duur  |
| --- | --------------------------------------------------- | ----- |
| 1.  | Hiding out (Leonard)                                | 7:13  |
| 2.  | I know your secret (Meros, Boegehold)               | 7:40  |
| 3.  | A treasure abandoned (Boegehold, Alan Morse)        | 8:53  |
| 4.  | Submerged (Leonard)                                 | 4:57  |
| 5.  | Afterthoughts (Alan Morse, Neal Morse, Ted Leonard) | 6:08  |
| 6.  | Something very strange (Boegehold)                  | 8:23  |
| 7.  | Waiting for me (Alan Morse, Neal Morse)             | 12:36 |